# Жеро IV д’Арманьяк
Жеро́ IV Транкалео́н (ок. 1170 — 1215) — правитель графств Арманьяк и Фезансак с 1188 года, граф д’Арманьяк и де Фезансак с 1193 года. Сын Бернара IV, графа д’Арманьяка и де Фезансака, и Этьенетты де Ла Барт.
Неизвестно, был ли он женат, но он усыновил и назначил своим наследником своего двоюродного племянника Жеро, сына Бернара д’Арманьяка, виконта де Фезансаге.